# Mesedra munda
Mesedra munda är en fjärilsart som beskrevs av W. Warren 1904. Mesedra munda ingår i släktet Mesedra och familjen mätare. Inga underarter finns listade i Catalogue of Life.